# Tournoi de tennis de Burnie
Le Burnie International est un tournoi international de tennis féminin et masculin des circuits professionnels ITF Women's Circuit et Challenger ayant lieu à Burnie (Australie). Il se joue chaque année depuis 2003 (sauf en 2008 et 2016) au Burnie Tennis Club sur dur.

## Palmarès dames

### Simple
| Année | Dotation       | Vainqueur        | Finaliste            | Score           |
| ----- | -------------- | ---------------- | -------------------- | --------------- |
| 2009  | 25 000 $       | Abigail Spears   | Lu Jingjing          | 6-4, 6-2        |
| 2010  | 25 000 $       | Arina Rodionova  | Jarmila Groth        | 6-1, 6-0        |
| 2011  | 25 000 $       | Eugenie Bouchard | Zheng Saisai         | 6-4, 6-3        |
| 2012  | 25 000 $       | Olivia Rogowska  | Irina Khromacheva    | 6-3, 6-3        |
| 2013  | 25 000 $       | Olivia Rogowska  | Monique Adamczak     | 7-65, 67-7, 6-4 |
| 2014  | 50 000 $       | Misa Eguchi      | Elizaveta Kulichkova | 4-6, 6-2, 6-3   |
| 2015  | 50 000 $       | Daria Gavrilova  | Irina Falconi        | 7-5, 7-5        |
| 2016  | Pas de tournoi | Pas de tournoi   | Pas de tournoi       | Pas de tournoi  |
| 2017  | 60 000 $       | Asia Muhammad    | Arina Rodionova      | 6-2, 6-1        |
| 2018  | 60 000 $       | Marta Kostyuk    | Viktorija Golubic    | 6-4, 6-3        |
| 2019  | 60 000 $       | Belinda Woolcock | Paula Badosa Gibert  | 7-63, 7-64      |
| 2020  | 60 000 $       | Maddison Inglis  | Sachia Vickery       | 2-6, 6-3, 7-5   |

### Double
| Année | Vainqueurs                       | Finalistes                         | Score             |
| ----- | -------------------------------- | ---------------------------------- | ----------------- |
| 2009  | Monique Adamczak Abigail Spears  | Xu Yifan Zhou Yimiao               | 6-2, 6-4          |
| 2010  | Jessica Moore Arina Rodionova    | Tímea Babos Anna Arina Marenko     | 6-2, 6-4          |
| 2011  | Natsumi Hamamura Erika Takao     | Sally Peers Olivia Rogowska        | 6-2, 3-6, [10-7]  |
| 2012  | Arina Rodionova Melanie South    | Stephanie Bengson Tyra Calderwood  | 6-2, 6-2          |
| 2013  | Shuko Aoyama Erika Sema          | Bojana Bobusic Jessica Moore       | Forfait           |
| 2014  | Jarmila Gajdošová Storm Sanders  | Eri Hozumi Miki Miyamura           | 6-4, 6-4          |
| 2015  | Irina Falconi Petra Martić       | Han Xinyun Junri Namigata          | 6-2, 6-4          |
| 2016  | Pas de tournoi                   | Pas de tournoi                     | Pas de tournoi    |
| 2017  | Riko Sawayanagi Barbora Štefková | Alison Bai Varatchaya Wongteanchai | 7-66, 4-6, [10-7] |
| 2018  | Vania King Laura Robson          | Momoko Kobori Chihiro Muramatsu    | 7-63, 6-1         |
| 2019  | Ellen Perez Arina Rodionova      | Irina Khromacheva Maryna Zanevska  | 6-4, 6-3          |
| 2020  | Ellen Perez Storm Sanders        | Desirae Krawczyk Asia Muhammad     | 6-3, 6-2          |

## Palmarès messieurs

### Simple
| Année        | Dotation       | Vainqueur               | Finaliste        | Score          |
| ------------ | -------------- | ----------------------- | ---------------- | -------------- |
| 2003         | 25 000 $       | Satoshi Iwabuchi        | Paul Baccanello  | 6-2, 6-3       |
| 2004         | 25 000 $       | Lu Yen-hsun             | Robert Lindstedt | 6-3, 6-0       |
| 2005         | 25 000 $       | Chris Guccione          | Gouichi Motomura | 6-3, 7-5       |
| 2006         | 25 000 $       | Konstantínos Iconomídis | Alun Jones       | 6-4, 6-2       |
| 2007 (févr.) | 25 000 $       | Nathan Healey           | Greg Jones       | 7-5, 6-4       |
| 2007 (déc.)  | 35 000 $       | Alun Jones              | Rameez Junaid    | 6-0, 6-1       |
| 2008         | Pas de tournoi | Pas de tournoi          | Pas de tournoi   | Pas de tournoi |
| 2009         | 50 000 $       | Brydan Klein            | Grega Žemlja     | 6-3, 6-3       |
| 2010         | 50 000 $       | Bernard Tomic           | Greg Jones       | 6-4, 6-2       |
| 2011         | 50 000 $       | Flavio Cipolla          | Chris Guccione   | Forfait        |
| 2012         | 50 000 $       | Danai Udomchoke         | Sam Groth        | 7-65, 6-3      |
| 2013         | 50 000 $       | John Millman            | Stéphane Robert  | 6-2, 4-6, 6-0  |
| 2014         | 50 000 $       | Matt Reid               | Hiroki Moriya    | 6-3, 6-2       |
| 2015         | 50 000 $       | Chung Hyeon             | Alex Bolt        | 6-2, 7-5       |
| 2016         | Pas de tournoi | Pas de tournoi          | Pas de tournoi   | Pas de tournoi |
| 2017         | 75 000 $       | Omar Jasika             | Blake Mott       | 6-2, 6-2       |
| 2018         | 75 000 $       | Stéphane Robert         | Daniel Altmaier  | 6-1, 6-2       |
| 2019         | 54 160 $       | Steven Diez             | Maverick Banes   | 7-5, 6-1       |
| 2020         | 54 160 $       | Taro Daniel             | Yannick Hanfmann | 6-2, 6-2       |

### Double
| Année    | Vainqueurs                          | Finalistes                       | Score              |
| -------- | ----------------------------------- | -------------------------------- | ------------------ |
| 2003     | Federico Browne Rogier Wassen       | Raphael Durek Alun Jones         | 1-6, 6-3, 6-2      |
| 2004     | Rik de Voest Lu Yen-hsun            | Leonardo Azzaro Oliver Marach    | 6-3, 1-6, 7-5      |
| 2005     | Luke Bourgeois Chris Guccione       | Alexander Hartman Scott Lipsky   | 6-4, 6-3           |
| 2006     | Luke Bourgeois Lu Yen-hsun          | Raphael Durek Alun Jones         | 6-3, 6-2           |
| 2007 (1) | Nathan Healey Robert Smeets         | Rameez Junaid Joseph Sirianni    | 7–67, 6-4          |
| 2007 (2) | Sam Groth Joseph Sirianni           | Nima Roshan Jose Statham         | 6-3, 1-6, [10-4]   |
| 2008     | Pas de tournoi                      | Pas de tournoi                   | Pas de tournoi     |
| 2009     | Miles Armstrong Sadik Kadir         | Peter Luczak Robert Smeets       | 6-3, 3-6, [10-7]   |
| 2010     | Matthew Ebden Sam Groth             | James Lemke Dane Propoggia       | 68-7, 7–64, [10-8] |
| 2011     | Philip Bester Peter Polansky        | Marinko Matosevic Jose Statham   | 6-3, 4-6, [14-12]  |
| 2012     | John Peers John-Patrick Smith       | Divij Sharan Vishnu Vardhan      | 6-2, 6-4           |
| 2013     | Ruan Roelofse John-Patrick Smith    | Brydan Klein Dane Propoggia      | 6-2, 6-2           |
| 2014     | Matt Reid John-Patrick Smith        | Toshihide Matsui Danai Udomchoke | 6-4, 6-2           |
| 2015     | Carsten Ball Matt Reid              | Radu Albot Matthew Ebden         | 7-5, 6-4           |
| 2016     | Pas de tournoi                      | Pas de tournoi                   | Pas de tournoi     |
| 2017     | Brydan Klein Dane Propoggia         | Steven De Waard Luke Saville     | 6-3, 6-4           |
| 2018     | Gerard Granollers Marcel Granollers | Evan King Max Schnur             | 7-68, 6-2          |
| 2019     | Lloyd Harris Dudi Sela              | Mirza Bašić Tomislav Brkić       | 6-3, 63-7, [10-8]  |
| 2020     | Harri Heliövaara Sem Verbeek        | Luca Margaroli Andrea Vavassori  | 7-65, 7-64         |